# Teodor Trued Truvé
Teodor Trued Trulsson Truvé, född 6 januari 1838 i Glimåkra socken, Malmöhus län, död 4 februari 1910 i Släps socken, Hallands län, pastor i Svenska baptistsamfundet, författare och översättare.

## Biografi
Teodor Trued Truvé föddes 6 januari 1838 i Glimåkra socken, Malmöhus län. Han var son till torparen Truls Truedsson och Hanna Niklasdotter. Truvé blev en förgrundsfigur för baptismen i västra Sverige. Han efterträdde 1868 F O Nilsson som föreståndare och pastor för Göteborgs första baptistförsamling och han förblev församlingens föreståndare i 42 år. 
Han gav ut tidskriften Bikupan och medverkade i sångboken Sånger för Söndagsskolan och Hemmet vars första upplaga kom 1873 och den fjärde upplaga trycktes 1875. För många av sångerna är upphovet oklart även om de anses vara Truvés kompositioner i huvudsak. I andra och senare publikationer har vissa kompletteringar skett men många frågetecken finns varför upphovet ofta anges som "ur T Truvés samlingar".
Truvé blev ansvarig för innehållet i Andliga sånger, sjungna af Ira D. Sankey som gavs ut i tre häften mellan 1875 och 1877. Parallellt utgav även Jakob Timotheus Jacobsson och signaturen B.S en översättning med titeln Sankeys sånger 1875. Ingen av dessa utgivningar blev dock så populära som Erik Nyströms översättningar som publicerades i totalt tio häften med titeln Sånger till Lammets lof. Truvé avled 4 februari 1910 i Släps socken, Hallands län.
Truvé finns representerad med 4 sånger i Frälsningsarméns sångbok.

## Psalmsånger
- Jag ser dig klädd i blodig skrud Svensk söndagsskolsångbok 1908 nr 49 Finns på Wikisource.
- Kämpa för ett ädelt mål, FA nr 624.
- Lilla barn, ack, lyft ditt öga Svensk söndagsskolsångbok 1908 nr 221 Finns på Wikisource.
- Säg mig den gamla sanning, FA nr 369.
- Verka, ty natten kommer, FA nr 660
- Vi vänta på att Herrens And' Svensk söndagsskolsångbok 1908 nr 326
- Är du glad, av hjärtat nöjd, FA nr 529. Finns på Wikisource.